# Masters de Cincinnati 1975
El Abierto de Cincinnati 1975 fue un torneo de tenis jugado sobre pista dura. Fue la edición número 75 de este torneo. El torneo masculino formó parte del circuito  ATP. Se celebró entre el 29 de julio y el ¿? de agosto de 1975.

## Campeones

### Individuales masculinos
Tom Gorman vence a  Sherwood Stewart, 7–5, 2–6, 6–4.

### Dobles masculinos
Phil Dent /  Cliff Drysdale vencen a  Marcelo Lara /  Joaquín Loyo Mayo, 7–6, 6–4.
| Predecesor: Cincinnati 1974 | Masters de Cincinnati 1975 | Sucesor: Cincinnati 1976 |